# Richard Dawson (Schauspieler)
Richard Dawson (* 20. November 1932 als Colin Lionel Emm in Gosport, England; † 2. Juni 2012 in Los Angeles) war ein britischer Schauspieler und Fernsehmoderator.

## Leben
Dawson trat der Handelsmarine bei, kam aber drei Jahre später wieder zurück und arbeitete zunächst als Kellner, bevor er die Laufbahn des Schauspielers und später auch des Komikers einschlug. Einen seiner ersten Auftritte hatte er in Plymouth. In einem Londoner Nachtclub traf Dawson Diana Dors, seine spätere Frau. Sie heirateten im April 1959 und bekamen zwei Kinder, Mark und Gary, für die Dawson nach der Trennung das alleinige Sorgerecht zugesprochen bekam. Die Scheidung erfolgte 1966.
Ed Feldman, der Produzent von Ein Käfig voller Helden, wurde auf Richard Dawson aufmerksam. Zunächst wollte er ihn für die Rolle von Colonel Hogan, wegen seines britischen Akzents wurde er aber als Corporal Peter Newkirk eingesetzt. Dawson wirkte sechs Jahre lang an der Comedyserie mit, daneben aber auch in anderen Filmen und Serien.
Von 1973 bis 1978 war er festes Mitglied im Rateteam der Quizshow Match Game. Seine hohe Trefferquote und sein Humor steigerten seine Popularität. 1976 bekam er schließlich seine eigene Show, Family Feud, das US-amerikanische Vorbild von Familien-Duell, die er bis 1985 erfolgreich moderierte. 1978 gewann er dafür einen Emmy. 1994 kehrte Dawson noch einmal für eine Staffel zu Family Feud zurück, nachdem der Moderator Ray Combs wegen sinkender Einschaltquoten entlassen worden war. Nach dem Aus der Show zog er sich ins Privatleben zurück.
1987 spielte er in dem Schwarzenegger-Film Running Man die Rolle des Damon Killian, in der er teilweise seine eigene Karriere als Showmaster parodierte. 1991 ging Richard Dawson seine zweite Ehe ein; mit Gretchen Johnson, die er 1981 in seiner Sendung kennengelernt hatte. Die beiden bekamen eine Tochter, Shannon. 
Richard Dawson, der zuletzt in Beverly Hills lebte, starb am 2. Juni 2012 im Ronald Reagan Memorial Hospital der UCLA in Los Angeles an den Folgen von Speiseröhrenkrebs.

## Filmografie (Auswahl)
- 1962: Der längste Tag (The Longest Day)
- 1963: The Dick Van Dyke Show (Fernsehserie, Folge 2x27)
- 1963: Promises! Promises!
- 1965: Sie nannten ihn King (King Rat)
- 1965–1971: Ein Käfig voller Helden (Hogan’s Heroes, Fernsehserie, 166 Folgen)
- 1966: Out of Sight
- 1966: Gespensterparty (Munster, Go Home!)
- 1967: Immer wenn er Pillen nahm (Mr. Terrific, Fernsehserie, Folge 1x05)
- 1968: Die Teufelsbrigade (The Devil’s Brigade)
- 1970: Ein Sheriff in New York (McCloud, Fernsehserie, Folge 1x04)
- 1970–1973: Rowan & Martin’s Laugh-In (Fernsehserie, 52 Folgen)
- 1973: Keep an Eye on Denise (Fernsehfilm)
- 1973–1974: The New Dick van Dyke Show (Fernsehserie, 7 Folgen)
- 1975: Männerwirtschaft (The Odd Couple, Fernsehserie, Folge 5x21)
- 1975: McMillan & Wife (Fernsehserie, Folge 5x03)
- 1978: Fantasy Island (Fernsehserie, Folge 1x16)
- 1978: Achtung, Schürzenjäger! (How to Pick Up Girls, Fernsehfilm)
- 1978: Love Boat (The Love Boat, Fernsehserie, Folge 2x08)
- 1987: Running Man (The Running Man)